# Archlebov
Archlebov är en ort i Tjeckien.   Den ligger i regionen Södra Mähren, i den sydöstra delen av landet, 220 km sydost om huvudstaden Prag. Archlebov ligger 231 meter över havet och antalet invånare är 894.
Terrängen runt Archlebov är platt åt sydväst, men åt nordost är den kuperad. Runt Archlebov är det ganska tätbefolkat, med 192 invånare per kvadratkilometer. Närmaste större samhälle är Kyjov, 9,3 km öster om Archlebov. Trakten runt Archlebov består till största delen av jordbruksmark.